# Perinola
La perinola o pirinola es un trompo de material duro que tiene en sus contornos distintas escrituras. Al hacerla girar y al detenerse deja una cara con la inscripción de la suerte por lo que se utiliza para jugar y hacer apuestas.
Preparativos: los jugadores fijan el valor de una apuesta y arman el pozo inicial colocando una apuesta cada uno. Se determina quien va a ser el primer jugador.
El juego comienza cuando el primer jugador hace girar la perinola con la mano, que es una especie de peonza con seis caras planas, en cada una de las cuales hay escrita una leyenda. Cuando la perinola deja de girar, el jugador en turno hace lo que dice la leyenda de la cara que haya quedado boca arriba; ésta, generalmente, ordena al jugador que tome o que deje cierta cantidad de fichas de la pila inicial.  En caso de que la cantidad a tomar sea todo, el montón se vuelve a formar como al inicio del juego.
Queda fuera del juego aquel jugador que se queda sin elementos para apostar.
Resulta ganador quien se queda con todos los elementos.